# Johnny Reggae
Johnny Reggae is een single van The Piglets. Het is waarschijnlijk de enige single van The Piglets, die officieel in Nederland is uitgebracht. Op 30 september 1971 werd de single eerst in het Verenigd Koninkrijk en Ierland  uitgebracht en in december op het Europese vasteland.

## Achtergrond
The Piglets brachten overigens "slechts" drie singles uit, het was een privéproject van muziekproducent en componist Jonathan King. Jarenlang bleef de vraag overeind: Wie is nou eigenlijk de leadzangeres van deze single? King gaf uiteindelijk zelf uitsluitsel in zijn autobiografie 65 My life so far , het zou Barbara Kay, artiestennaam Kay Barry zijn (en niet Adrienne Posta of Wendy Richard).
De B-kant (aangeduid met Backing track) was wat later een karaokeversie werd genoemd; alleen de muziek zonder zang.

## Hitnoteringen
Johnny Reggae stond twaalf weken genoteerd in de UK Singles Chart (top50) en had in plaats 3 haar hoogste notering. Zowel in Nederland als in Engeland was het een zogenaamde eendagsvlieg.

### Nederlandse Top 40
| Positie: | 31 | 19 | 14 | 13 | 18 | 27 | 40 | uit |

### Hilversum 3 Top 30 / Daverende 30
| Positie: | 20 | 9 | 8 | 13 | 15 | 24 | uit |

### NPO Radio 2 Top 2000
| Nummer met noteringen in de NPO Radio 2 Top 2000 | '00  | '01  |
| ------------------------------------------------ | ---- | ---- |
| Johnny Reggae                                    | 1780 | 1988 |

1. ↑  Een vetgedrukt getal geeft de hoogste notering aan.
2. ↑  2000 was het eerste jaar met een notering voor dit nummer.
3. ↑  Deze tabel is bijgewerkt tot en met de laatste editie (2024).

## Cover
Het Kinderkoor The Chicklets zong een jaar later een Nederlandse vertaling van Johnny Reggae op het platenlabel Elf Provinciën. De B-kant Steeds weer hetzelfde lied was ook een cover. Het was de Nederlandse versie van Non, non, rien n'a changé.